# Skinnskatteberg (film)
Skinnskatteberg är en svensk kortfilm från 2008, regisserad av Jesper Ganslandt. 
Konsertfilmen skildrar en grupp människor som samlats i de västmanländska skogarna och som i gryningen börjar spela musik. 

## Medverkande
- Erik Enocksson
- Johan Bjerkner
- Håkan Jonson
- Erik Jeor
- Conny Hedman
- Per Nyström
- Marcus Harrling
- Martin Burström[4]